# Palacio del Partal
El Palacio del Partal  es una estructura palaciega dentro del complejo de la fortaleza de la Alhambra ubicada en Granada, España. Fue construido originalmente a principios del siglo XIV por el gobernante nazarí Muhammad III, lo que lo convierte en la estructura palaciega más antigua que se conserva en la Alhambra.

## Etimología
El nombre Partal proviene del árabe al-Barṭal o al-Burtāl (البرطل). Esta palabra fue una arabización del vocablo latino portale ('portal') que se usaba en castellano antiguo para significar "pórtico ".  

## Historia
El Palacio del Partal fue construido por el gobernante nazarí Muhammad III, quien gobernó el Emirato de Granada, el último estado musulmán en Al-Ándalus (la península ibérica), de 1302 a 1309. Esta datación lo convierte en el palacio más antiguo que queda en la Alhambra en la actualidad. También fue el primero de varios palacios que finalmente se construyeron a lo largo del perímetro norte de la Alhambra. Otro palacio, llamado por los arqueólogos Palacio del Partal Alto, alguna vez estuvo al sur en un área ahora ocupada por jardines. Aunque tradicionalmente se atribuye a Yusuf III (r. 1408-1417), lo más probable es que fue construido por el predecesor de Muhammad III, Muhammad II (r. 1273-1302). El espacio entre el Palacio del Partal Alto al sur y los muros exteriores de la Alhambra al norte era un gran jardín, el Riyad as-Sayyid ("Jardín de los Sayyid ", siendo Sayyid un honorífico utilizado por los nazaríes), que puede haber Inicialmente se extendía desde el Palacio de Comares al oeste hasta la Torre de las Infantas al este. En esta zona ajardinada Muhammad III construyó el Palacio del Partal. Reutilizó una antigua torre de fortificación y la convirtió en un mirador integrado en un edificio decorado.
El Palacio del Partal es una de las estructuras que más reformas ha sufrido tras la época nazarí. A diferencia de los vecinos Patio de los Arrayanes y Palacio de los Leones, que fueron utilizados por los monarcas españoles tras la conquista de 1492, el Palacio del Partal pasó a propiedad privada y fue remodelado como residencia por sus propietarios. Fue cedido al gobierno español en 1891 por  Arthur von Gwinner, a cambio de desmontar la cúpula de madera de la Torre de las Damas, y trasladarla hasta Berlín, tras lo que fue incorporado al resto del sitio histórico de la Alhambra. A lo largo del siglo XX sufrió múltiples restauraciones por parte de arqueólogos y arquitectos responsables de la Alhambra. Dos grandes leones de mármol del siglo XIV, originarios del ahora demolido Maristán en el Albaicín, habían sido trasladados anteriormente al Palacio del Partal, pero fueron retirados en la década de 1890 para ser restaurados y preservados. Actualmente se conservan en el Museo de la Alhambra. Entre 1923 y 1924 Leopoldo Torres Balbás restauró y reconstruyó parcialmente la fachada porticada, dejando al descubierto y reconstituyendo la decoración de estuco sebka sobre los arcos. Francisco Prieto Moreno reemplazó los pilares de ladrillo del pórtico por esbeltas columnas de mármol de estilo nazarí en 1965. 

## Descripción

### Palacio del Pórtico y la Torre de las Damas
El palacio se conserva sólo en parte, quedando sólo la torre y el pórtico del lado norte. Según algunas opiniones de los eruditos, originalmente esto era parte de un patio rectangular cerrado en lugar del jardín abierto que aparece hoy. Por lo tanto, habría tenido el diseño típico visto en otros palacios cercanos: un patio privado centrado en una gran piscina reflectante con pórticos en cada extremo y una torre mirador en un extremo que miraba hacia la ciudad desde el borde de las murallas del palacio. Otra opinión erudita sostiene que el Palacio del Partal nunca tuvo un patio cerrado, y consistía principalmente en la estructura actual frente a un paisaje abierto con la piscina.  Esta disposición diferiría de la de otros palacios nazaríes, pero tenía precedentes en fincas rurales de la época almohade anterior, como la Buḥaira de Sevilla (construida en 1171-1172). En este escenario, el Palacio del Partal habría sido un espacio esencialmente al aire libre que se podría disfrutar durante los días de buen tiempo.
La principal estructura que queda hoy también se conoce como Palacio del Pórtico. Tanto la fachada arqueada del pórtico exterior como las paredes interiores están talladas o cubiertas con una intrincada decoración de estuco de la época de Muhammad III. Gran parte de esta decoración fue originalmente pintada con colores, aunque se ha desvanecido con el tiempo. Las inscripciones caligráficas de la decoración incluyen poemas de Ibn al-Yayyab (m. 1349) dedicados a Muhammad III. El pórtico originalmente estaba sostenido por pilares de ladrillo, pero estos fueron reemplazados en el siglo XX por esbeltas columnas de mármol como las que se ven hoy en día. El palacio aún conserva su gran espejo de agua delante del pórtico. Detrás del pórtico hay una cámara que se proyecta hacia el exterior y hacia el norte desde los muros de la Alhambra. Esta actuaba como un mirador, similar a la Sala Regia del Generalife, ofreciendo vistas de la ciudad a través de las ventanas de sus tres lados. Las ventanas también se alineaban en otras partes del edificio. Como resultado de su pórtico abierto y sus numerosas ventanas, el estudioso Arnold Felix lo describe como el edificio más "transparente" de la arquitectura islámica de al-Ándalus. : 258–261 
La estructura del palacio también incluye la Torre de las Damas, una torre a la izquierda (u oeste) del pórtico principal y mirador. Su piso superior tenía dos cámaras. El techo de cúpula de madera original dentro de la cámara más grande fue desmantelado y trasladado por su último propietario privado, Arthur von Gwinner, a principios del siglo XX. Actualmente se conserva en el Museum für Islamische Kunst, la sección de arte islámico del Museo de Pérgamo en Berlín, Alemania. La otra cámara está cubierta por una pequeña cúpula tallada con mocárabes, que es la bóveda de mocárabes más antigua de la Alhambra en la actualidad.

En el lado derecho (este) de la torre principal hay una pequeña estructura de pabellón elevada, a la que se accede a través de una escalera en su lado noroeste. La pequeña estancia de su interior servía como mezquita privada o sala de oración, como demuestra su mihrab. La estructura también se conoce por su designación española, el oratorio.  El oratorio tiene planta rectangular y mide 4,16 metros de largo y 3 metros de ancho. Es similar en concepción al pequeño oratorio anexo al Mexuar. Al igual que este último, también disfrutaba de estupendas vistas a través de ventanas de doble arco, característica exclusiva de este tipo de espacios de oración en la Alhambra. La sala, su mihrab y el exterior de su ventana suroeste están ricamente decorados con estuco tallado en la tradición nazarí, con motivos arabescos y diversas inscripciones árabes con temas religiosos y referencias a Dios (Alá). : 267–275 La alcoba interior del mihrab está cubierta por una cúpula de mocárabes. La habitación está cubierta por un techo con estructura de madera de la época nazarí, construido independientemente del techo que lo cubre, que presenta motivos de estrellas de ocho puntas entrelazadas. En el lado sureste del oratorio hay una estructura adyacente y contigua conocida hoy como la Casa de Astasio de Bracamonte, en honor al escudero del Conde de Tendilla (gobernador de la Alhambra después de 1492). La casa tiene una distribución de tres niveles y una entrada independiente en el lado suroeste. Fue construido antes que el oratorio, aunque su planta más alta se añadió posteriormente, durante el siglo XVI. Ambas estructuras fueron construidas sobre una torre de fortificación más antigua que formaba parte de la muralla defensiva exterior de la Alhambra.

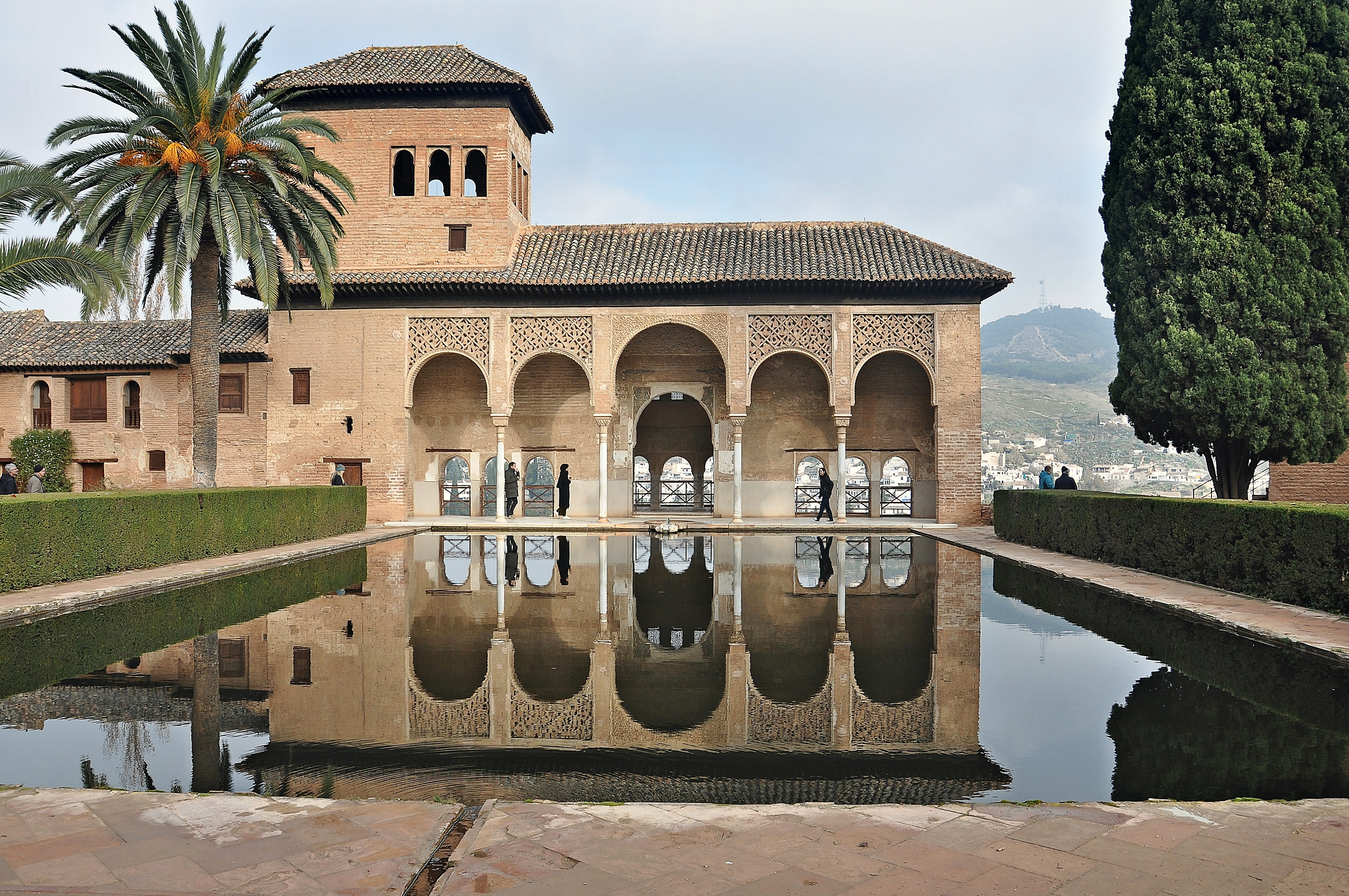
El pórtico del palacio, con la Torre de las Damas elevándose a la izquierda
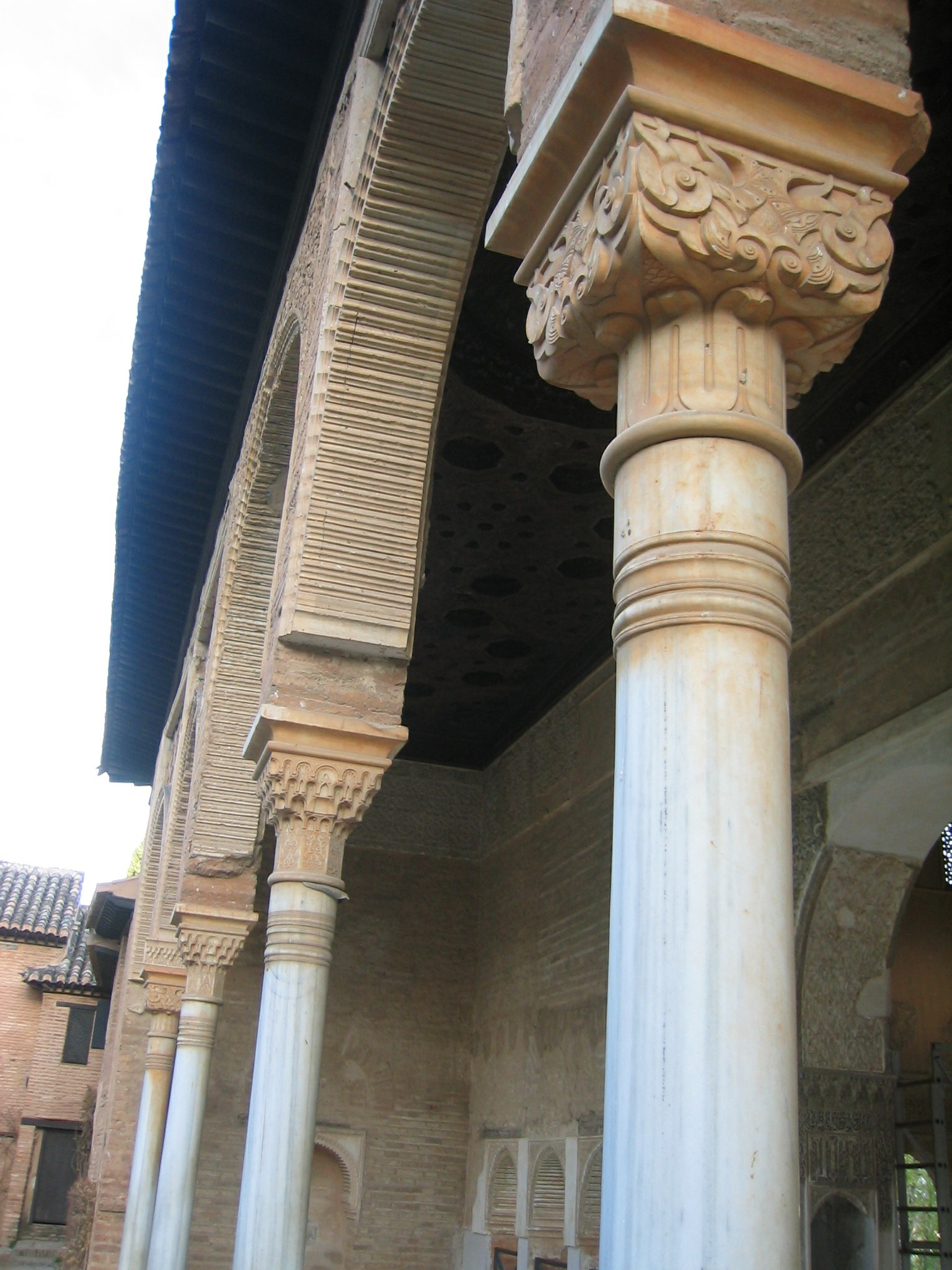
Columnas del pórtico
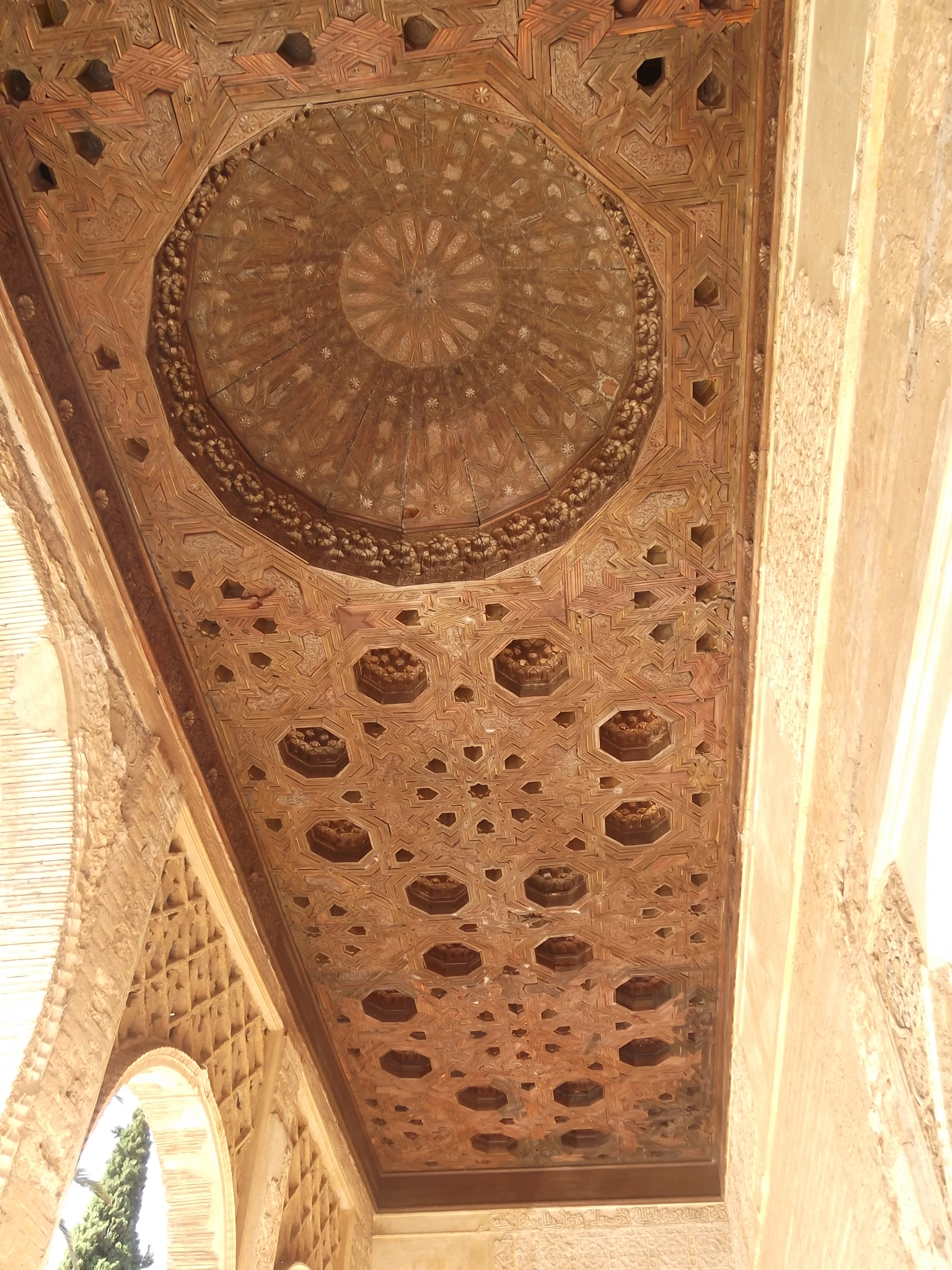
Techo de madera detrás del pórtico
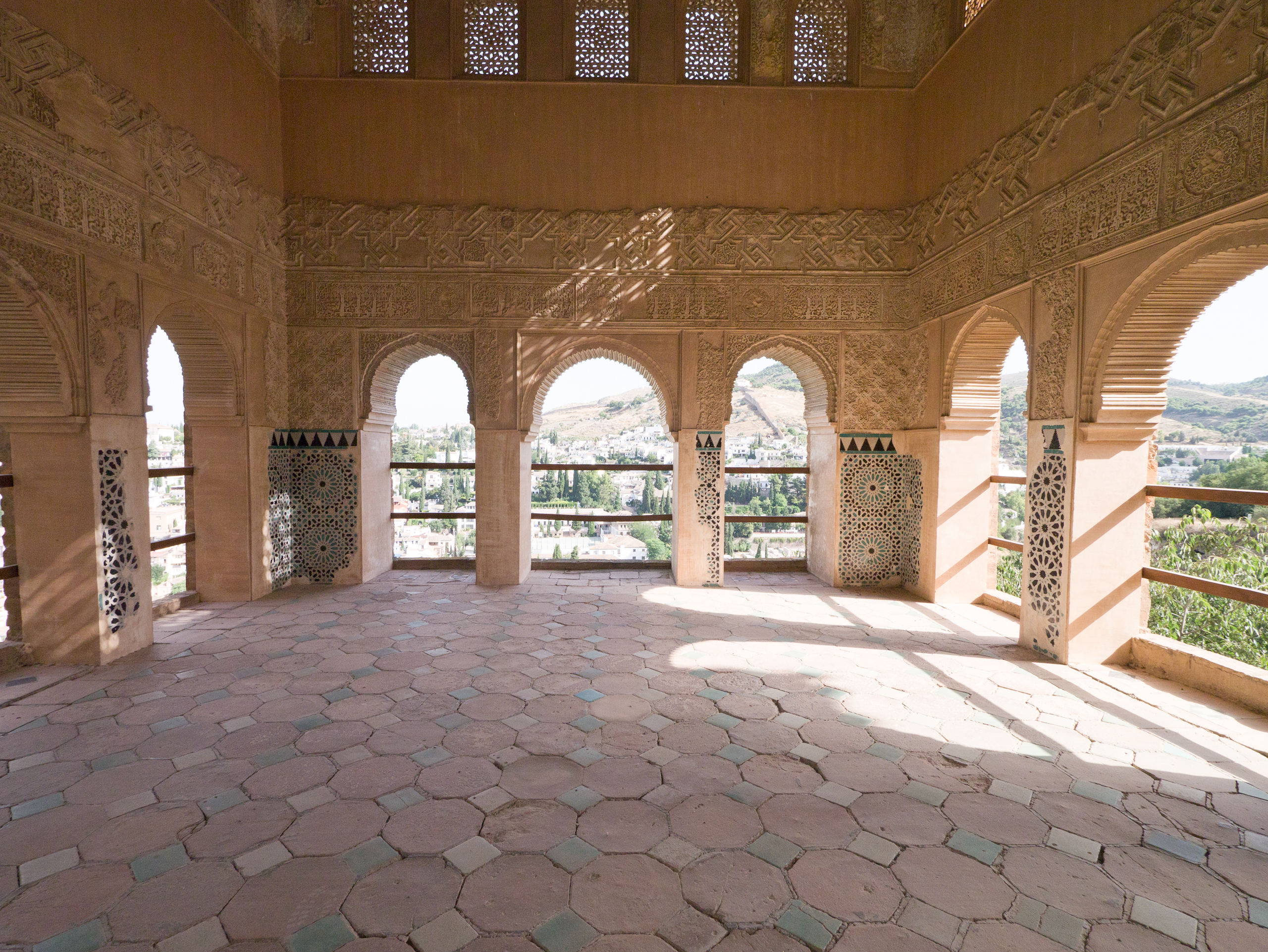
Interior de la cámara del mirador, con vistas a la ciudad. Se pueden ver restos de la decoración original.
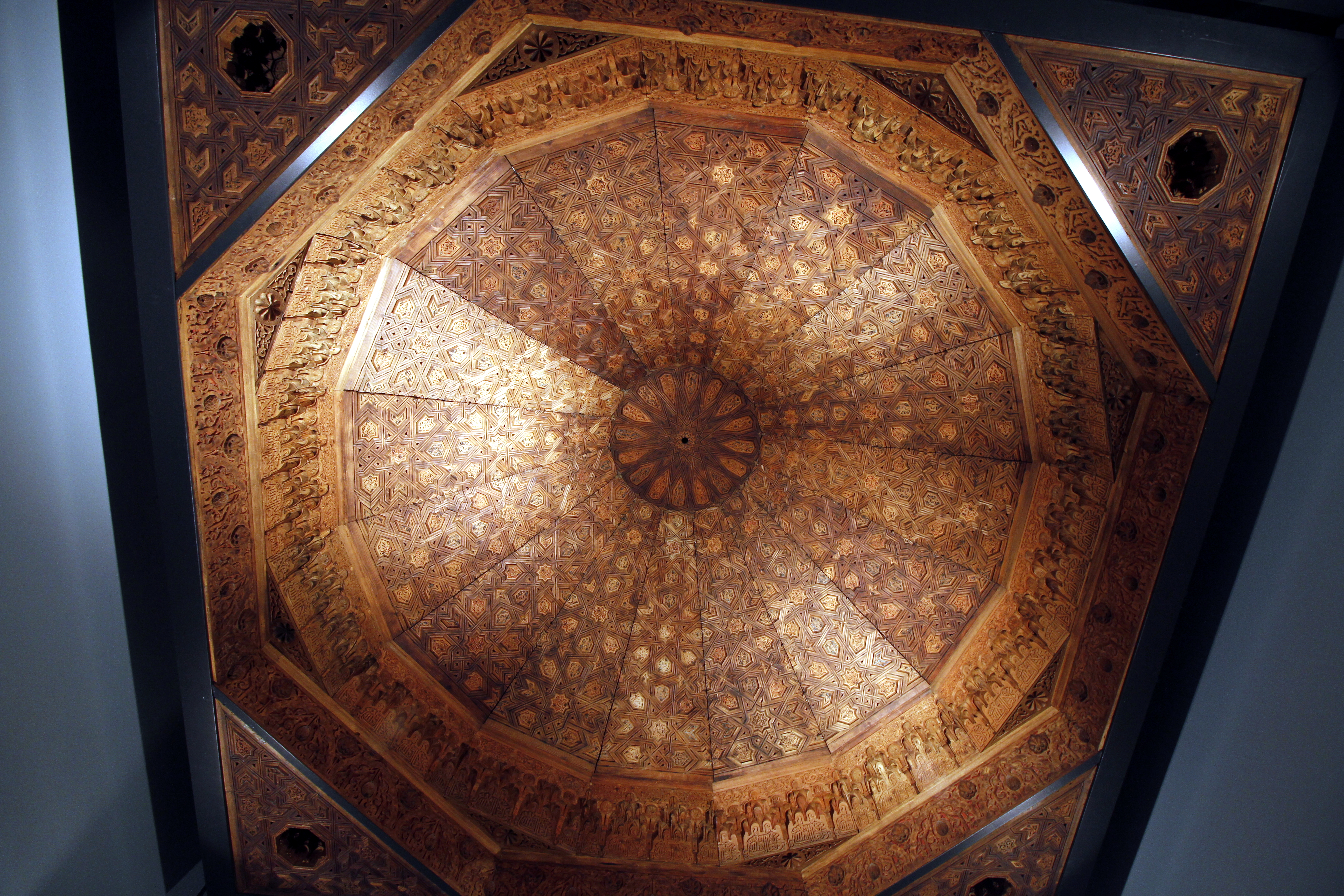
Techo de madera de la Torre de las Damas, hoy conservado en el ala de arte islámico del Museo de Pérgamo en Berlín.

### El oratorio
El oratorio contiene una inscripción con el nombre de Yusuf I (gobernó entre 1333 y 1354), lo que indica que fue terminado o decorado por este gobernante. Como resultado, la construcción del oratorio se ha atribuido ampliamente a Yusuf I. La historiadora de arte Marianne Barrucand afirma que la estructura en sí probablemente fue construida antes por Muhammad III, como el resto del Partal. Análisis dendroconológicos recientes, publicados en 2014, indican que varias de las piezas de madera originales utilizadas para construir el techo del oratorio fueron cortadas en el invierno de 1332-1333. Esta datación sugiere que Yusuf I fue el único responsable de completar la construcción del oratorio, mientras que la construcción fue iniciada por uno de sus predecesores, muy probablemente Ismal I (r. 1314-1325). En la época moderna, el oratorio fue restaurado en 1846 por Rafael Contreras y en 1930 por Leopoldo Torres Balbás. La restauración más reciente se produjo entre 2013 y 2017 y se centró en la restauración de su techo de madera. La restauración descubrió, entre otras cosas, un friso con una inscripción árabe, previamente oscurecido, y pintado a lo largo de las tablas superiores alrededor de la base del techo, que contiene parte de una sura del Corán.

En el lado izquierdo (oeste) de la torre se encuentran cuatro casas de época nazarí del siglo XIV, que no tenían patio interior propio. Se las conoce hoy como Casa González Pareja, Casa Villoslada, Casa de los Balcones y Casa de los Cuadros. Aunque su diseño es menos impresionante, todavía contienen algo de decoración de estuco tallado y son especialmente notables por los restos de decoración pintada, que puede ser la única decoración pintada que se conserva ejecutada por artistas nazaríes. (Los techos pintados del Salón de los Reyes en el Palacio de los Leones, por el contrario, pueden haber sido hechos por artesanos cristianos.) Las pinturas murales fueron descubiertas en 1907. En ellas se representan, entre otras cosas, filas de jinetes, así como tiendas de campaña con músicos, sirvientes y mujeres de la corte nazarí.

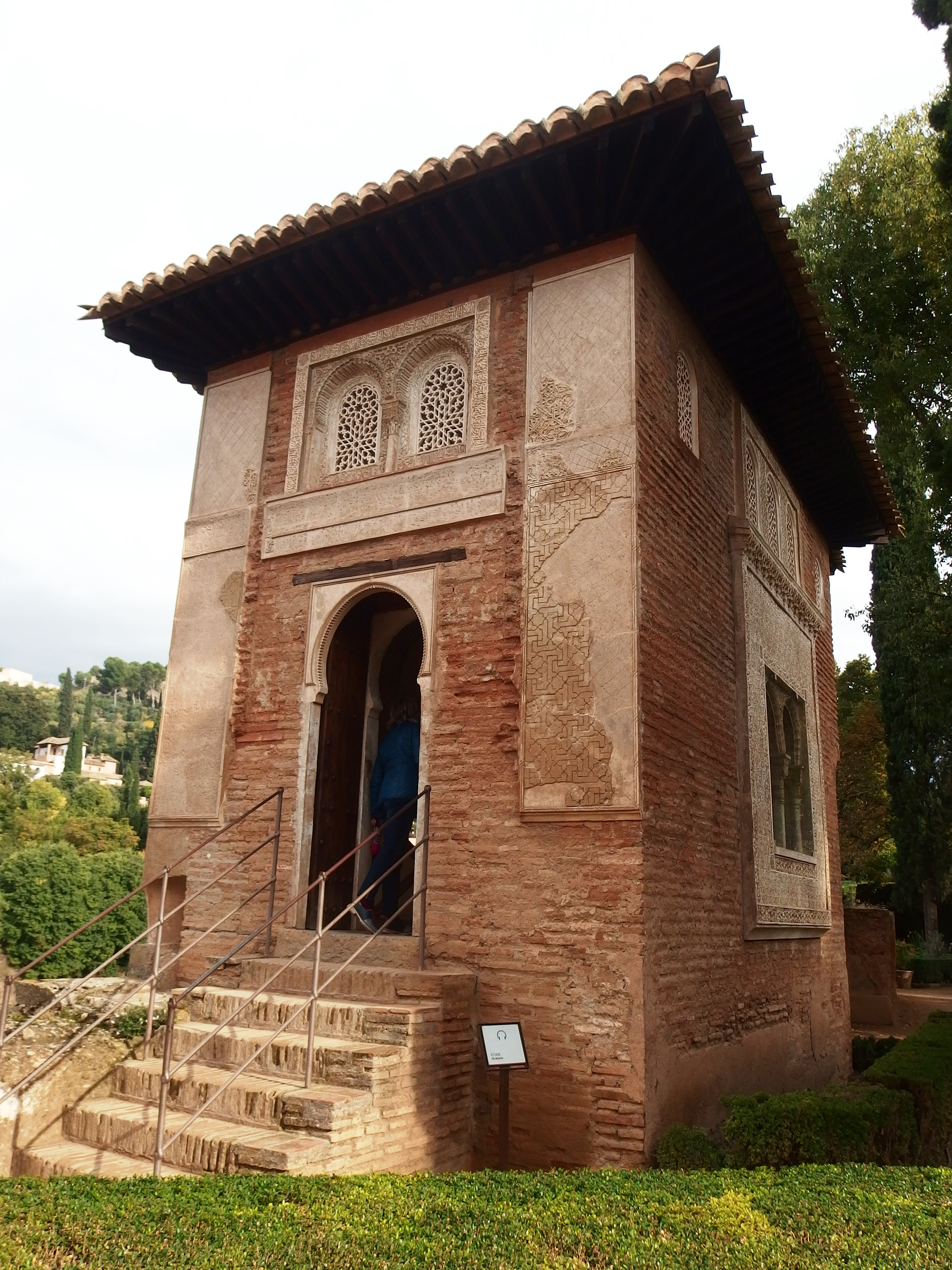
Entrada al oratorio
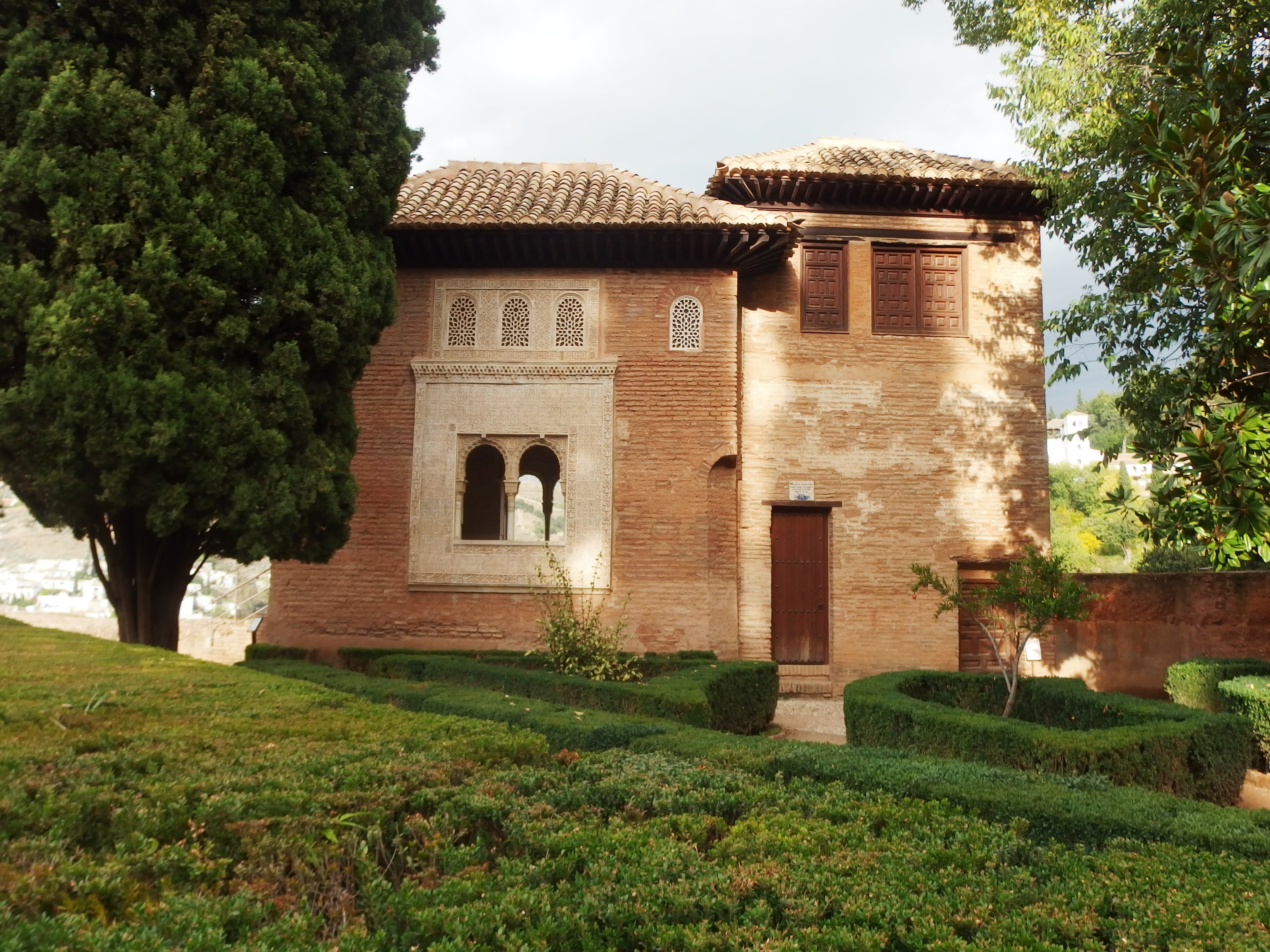
Vista lateral de la estructura
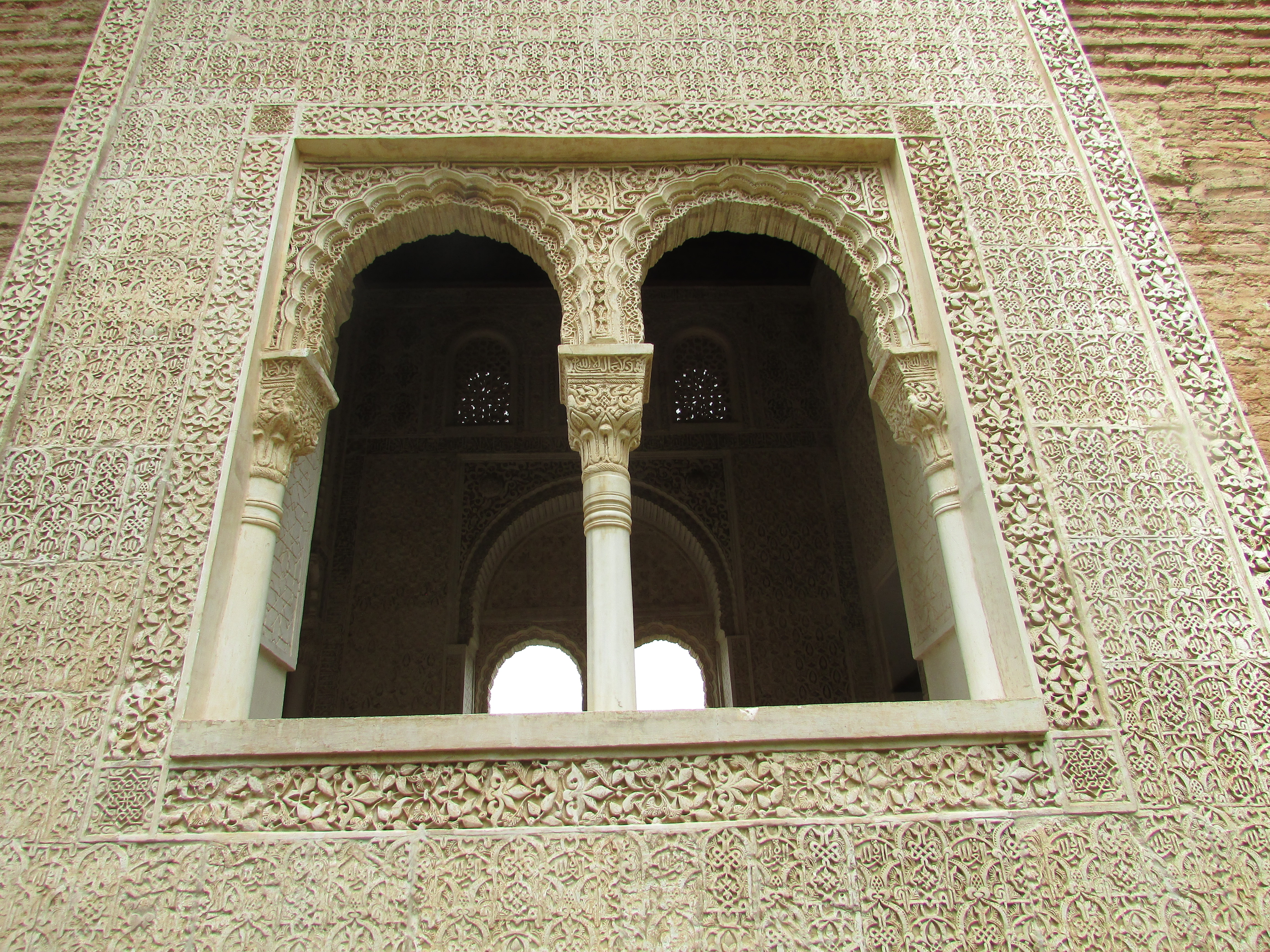
Decoración alrededor de la ventana suroeste
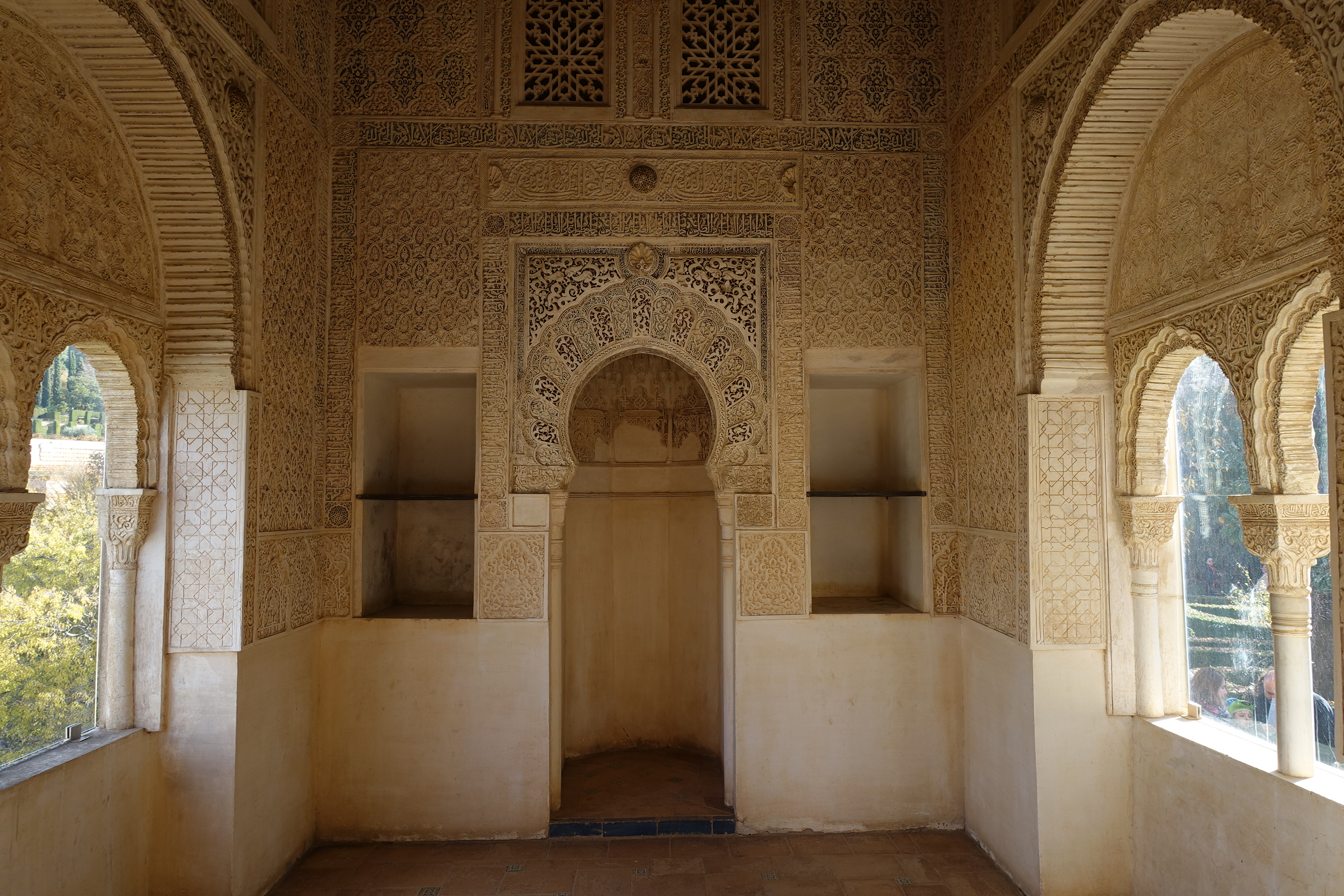
Interior con el mihrab

### Jardines

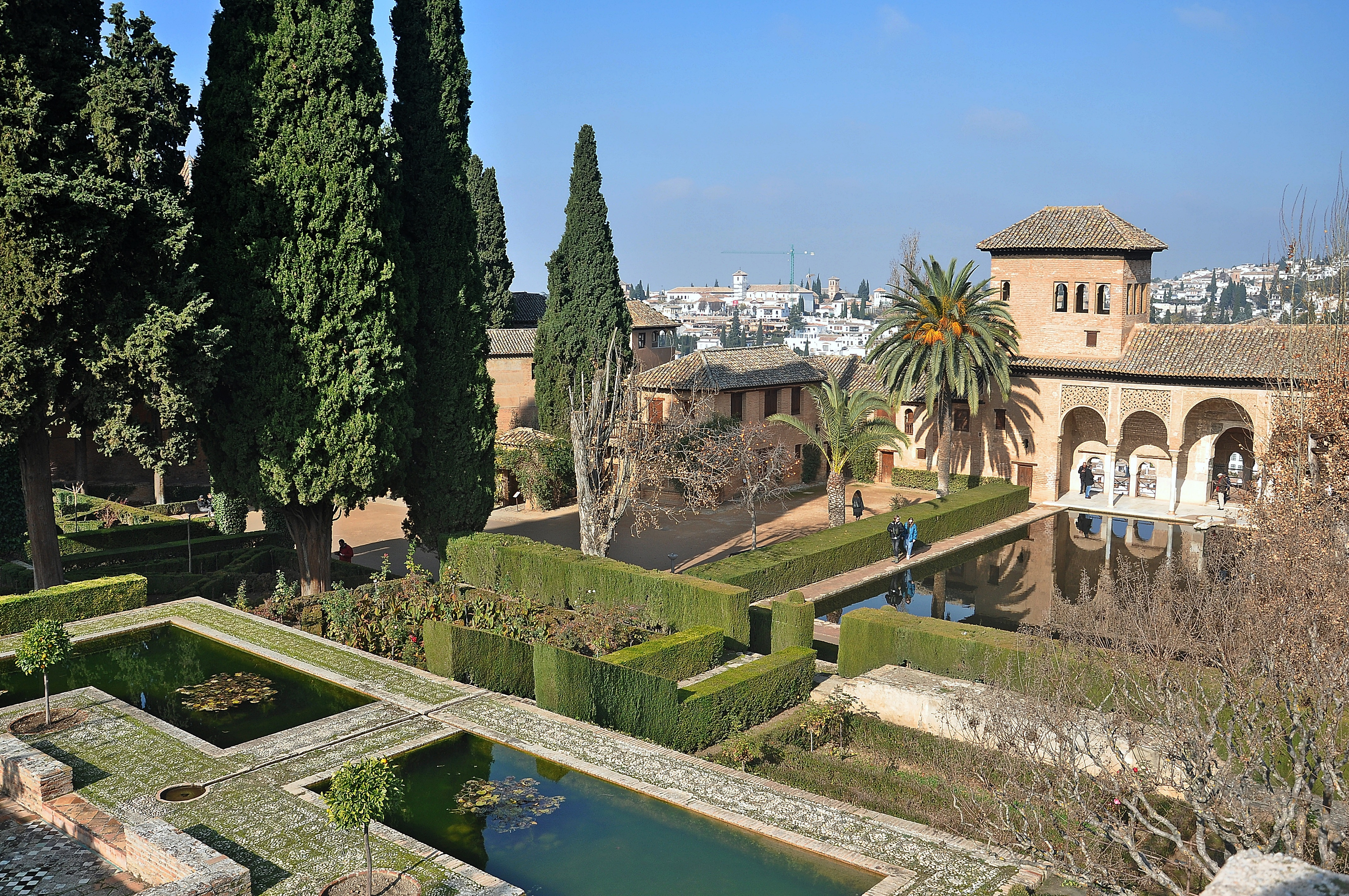
Vista de los jardines del Partal en terrazas

Los extensos Jardines del Partal (Jardines del Partal) se extienden sobre el área al sur del Palacio del Partal y su piscina. Datan de la época de Gómez-Moreno (décadas de 1910-1920) y del paisajismo realizado en los años 1930.  Tienen poca relación con elementos originales del periodo nazarí, pero el paisajismo permitió profundizar las investigaciones arqueológicas y sustituyó lo que entonces era una zona descuidada. Entre los jardines se encuentran restos de los cimientos de otras casas y estructuras urbanas. Uno de estos restos, situado en la terraza superior de los jardines, pertenece a un antiguo palacio conocido como Palacio del Partal Alto. 